# ...altrimenti ci arrabbiamo! (film 2022)
...altrimenti ci arrabbiamo! è un film italiano del 2022 diretto dagli YouNuts!
Il film è stato definito variamente come remake o reboot dell'omonimo film del 1974 con Bud Spencer e Terence Hill. Tuttavia, esso ha come protagonisti i figli dei personaggi interpretati da Spencer e Hill nel film originale ed è stato quindi definito anche requel o legacy sequel.

## Trama
Due amici, Carezza e Sorriso, dovranno mettere da parte le divergenze quando la loro dune buggy viene rubata da Torsillo, disonesto speculatore edilizio che vuole distruggere il circo di Miriam.

## Produzione
Le riprese sono iniziate il 14 giugno 2021 e sono terminate il 23 luglio dello stesso anno.

## Distribuzione
La pellicola è uscita nelle sale italiane il 23 marzo 2022.

## Accoglienza

### Incassi
Nel primo giorno di uscita ha registrato un incasso di 9800 € con appena 1 400 presenze. Il film ha incassato complessivamente circa 110000 €, risultando un flop commerciale.